# Phrosyne viridis
Phrosyne viridis är en skalbaggsart som först beskrevs av Audinet-serville 1834.  Phrosyne viridis ingår i släktet Phrosyne och familjen långhorningar.
Artens utbredningsområde är Madagaskar. Inga underarter finns listade i Catalogue of Life.